# Сахамалаза
Сахамалаза (Sahamalaza) је копнено-морски национални парк на Мадагаскару. Формиран је око истоименог полуострва и острвља Радама на северозападу Мадагаскара. У њему су заштићене суве шуме, мангрове и корални гребенови. Ендемично је 42% биљних и животињских врста. Ту живи ендемични сахамалашки лемур, откривен 2006. године, као и плавооки црни лемур, за којег се мислило да је изумро.

## Извор
- https://web.archive.org/web/20120612164717/http://www.parcs-madagascar.com/madagascar-national-parks_en.php?Navigation=25